# هنری کوتانی
هنری کوتانی (انگلیسی: Henry Kotani; ۲۵ آوریل ۱۸۸۷ – ۸ آوریل ۱۹۷۲) کارگردان فیلم، فیلم‌بردار اهل ژاپن بود.